# 神戸メリケンパークオリエンタルホテル
神戸メリケンパークオリエンタルホテル（こうべメリケンパークオリエンタルホテル、英: Kobe Meriken Park Oriental Hotel）は、兵庫県神戸市中央区の神戸港・中突堤にあるホテル。

## 概要
1995年（平成7年）7月15日に開業。中突堤の先端に位置することから、最上階南側のバルコニー部分に、日本のホテルで唯一海上保安庁認可の公式の灯台が設置されている。開業時には、同年の阪神・淡路大震災で倒壊したオリエンタルホテルの従業員が多く移っていた。
1996年（平成8年）3月20日には、1 - 2階部分に中突堤旅客ターミナルが竣工。1階に駐車場、2階にCIQ出入国検査室、出入国ロビー、送迎デッキ、チェックインカウンター、インフォメーションコーナーが備えられている。
2003年（平成15年）に、ダイエー傘下からゴールドマン・サックス証券の所有となった。2006年（平成18年）2月15日に、ジャパン・ホテル・アンド・リゾート投資法人（現：ジャパン・ホテル・リート投資法人）が114億円で取得した。

## 外観
竹中工務店による設計。波を象った外観は特徴的で、外壁を彩るブルーグリーンイルミネーションに輝く姿は、神戸港の夜景を彩る一つとして有名。中突堤の先端から海に突き出している。

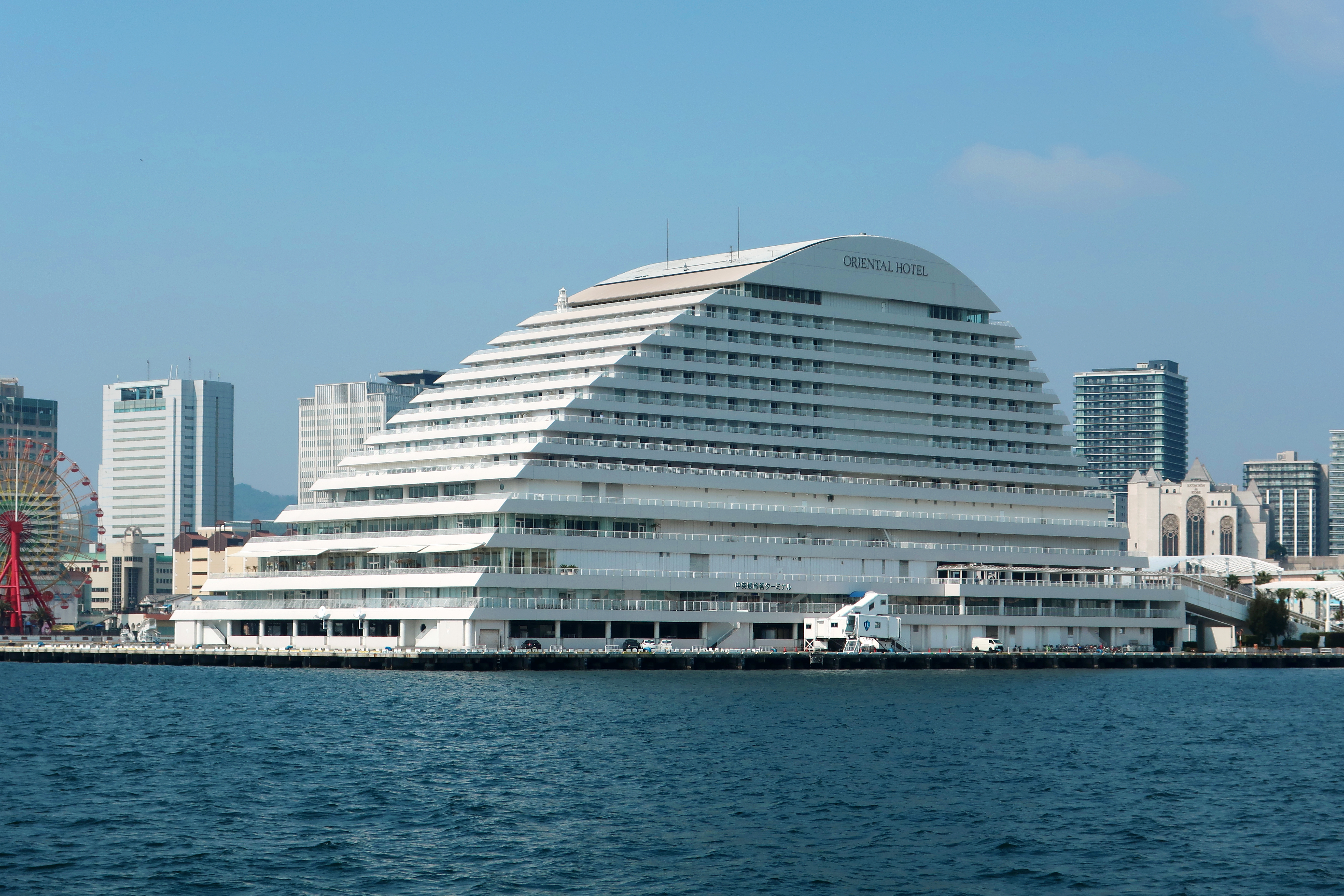
南東側（新港第一突堤から）
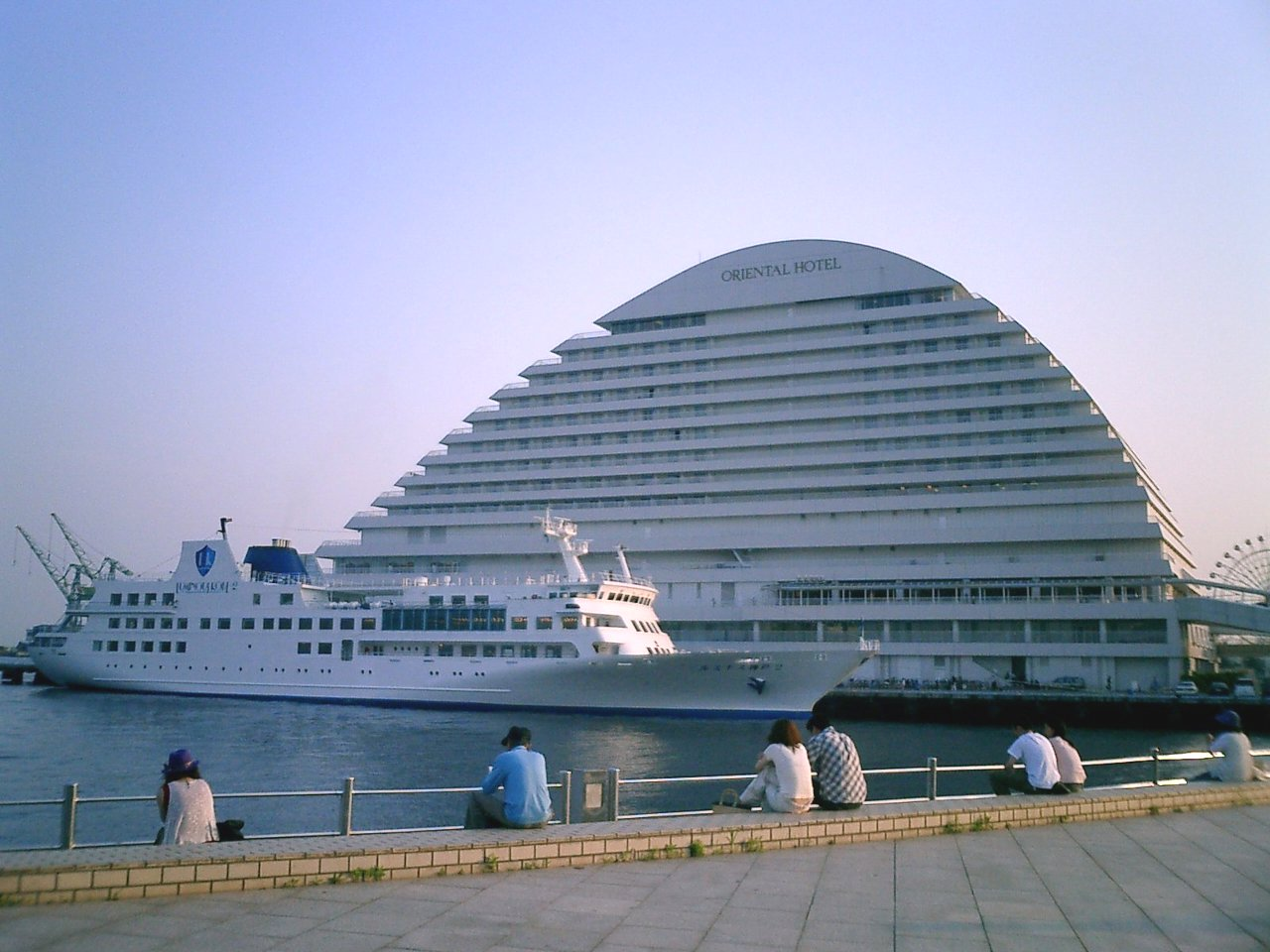
東側（メリケンパークから）
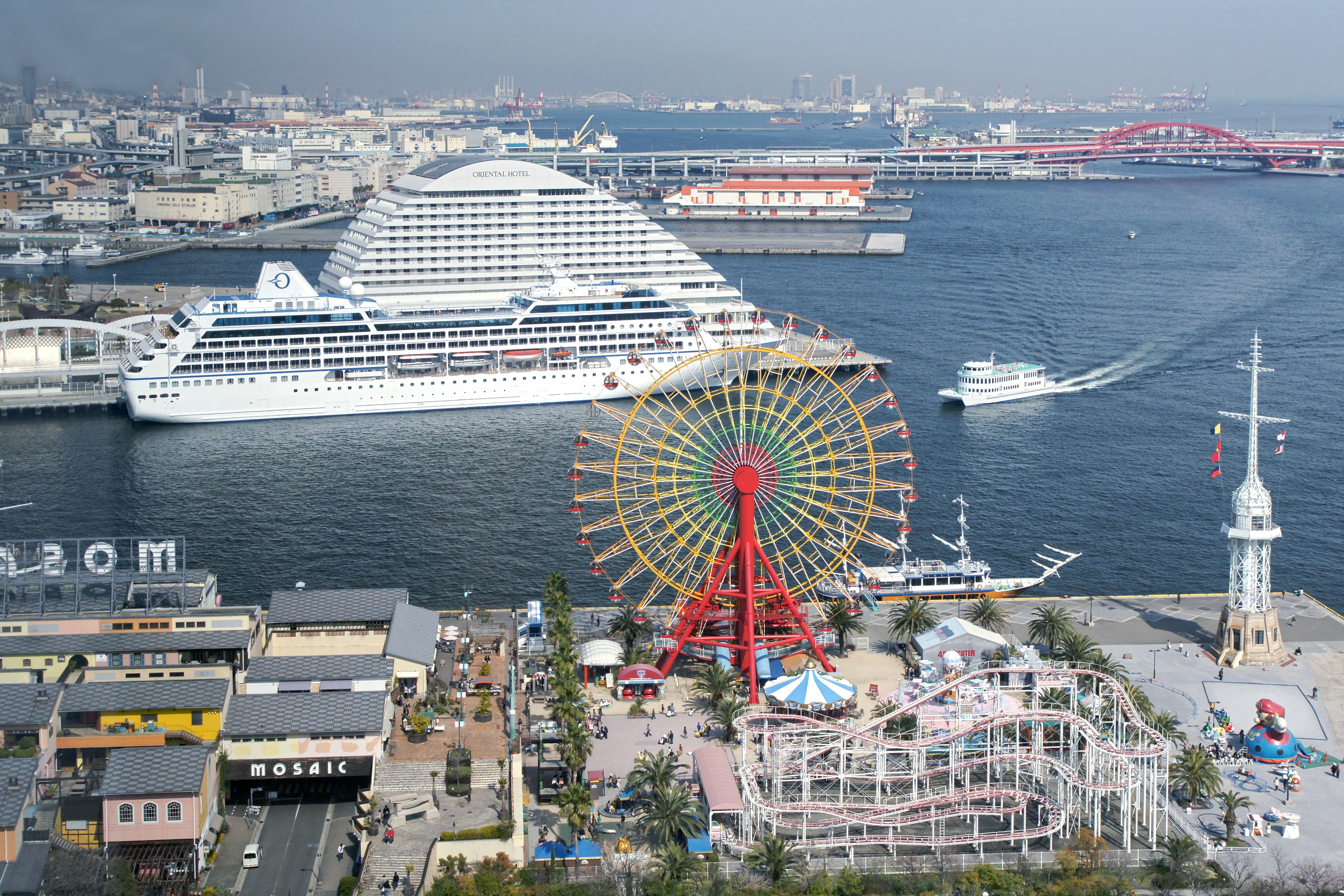
西側（神戸ハーバーランドから）
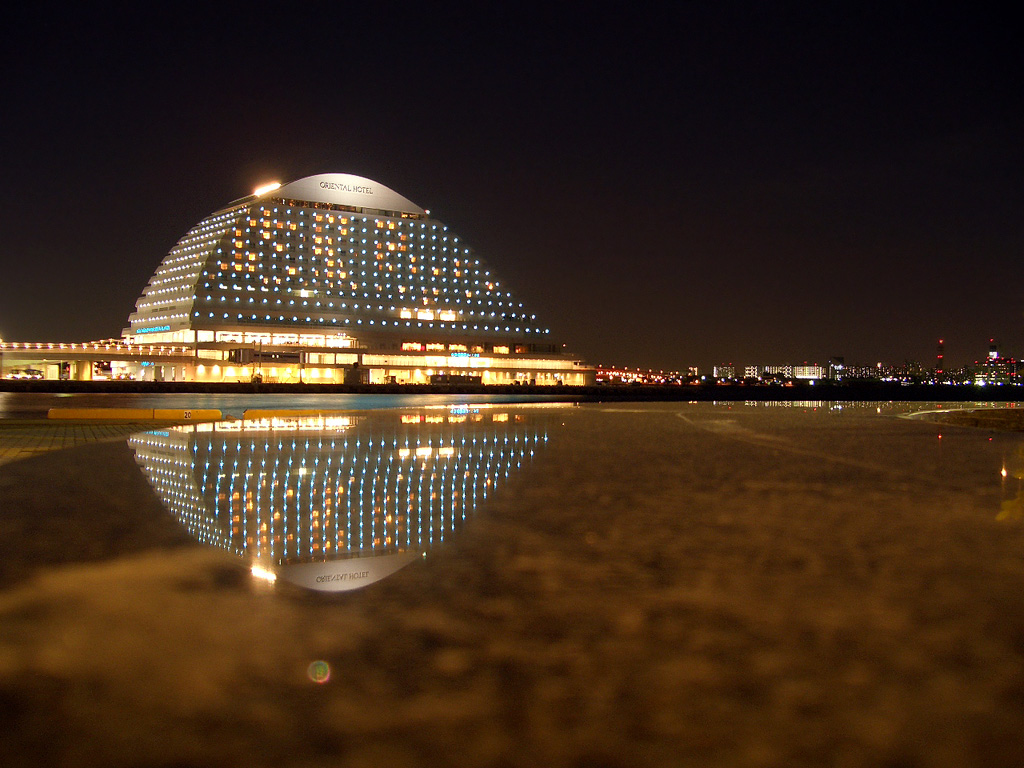
ライトアップ（神戸ハーバーランドから）
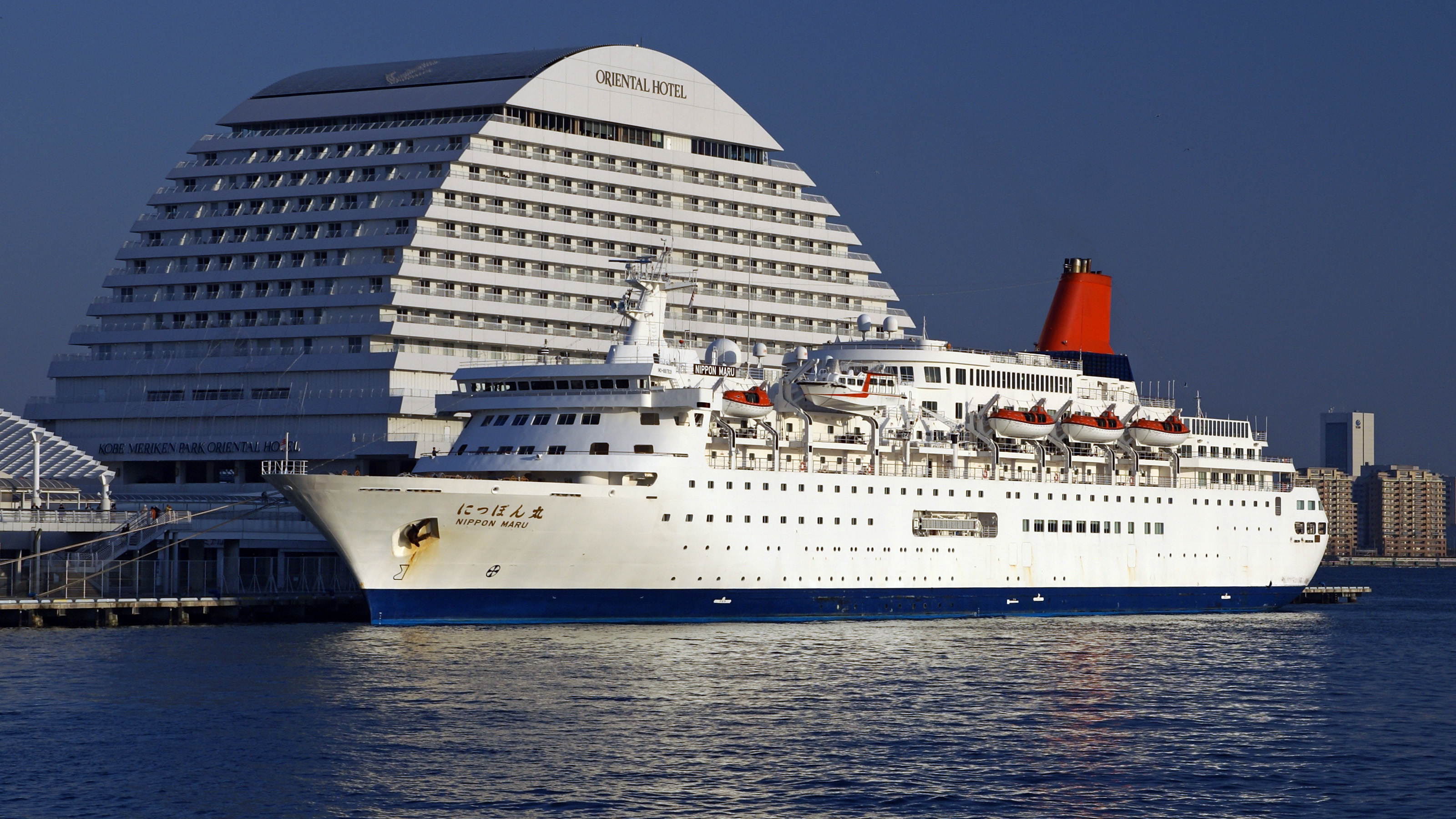
西側
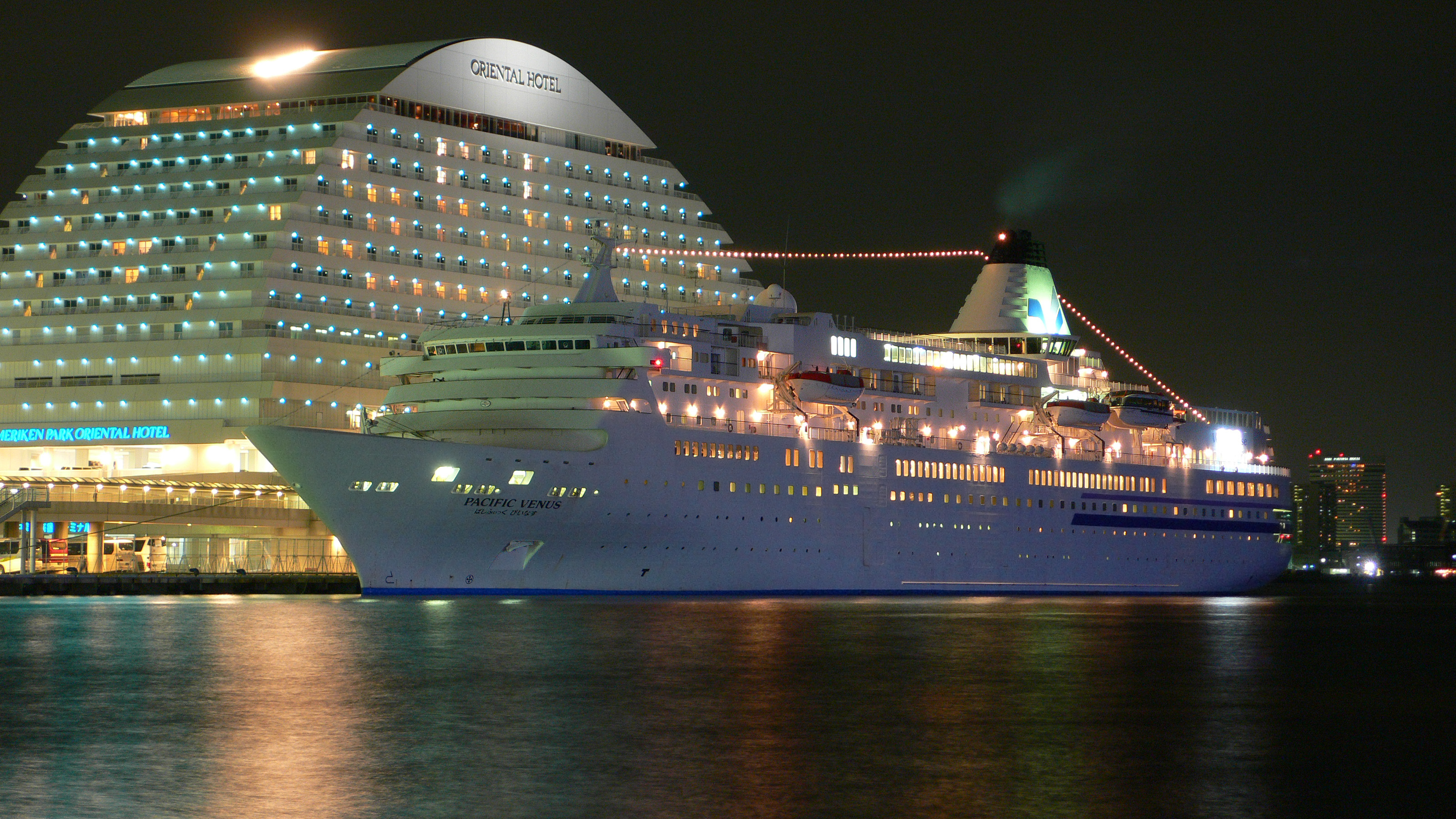
西側

## 建築概要
- 敷地面積 - 21,999.15 m2
- 建築面積 - 10,754.27 m2
- 延床面積 - 53,441.87 m2
- 規模 - 地下1階、地上14階、塔屋1階（灯台設置）
- 構造 - S造
- 備考 - 第38回 BCS賞受賞（1997年）

## 主な施設
- 客室(6F-13F)
- エグゼクティブラウンジ(3F）
- ホテルショップ ORIENTAL MARKET(3F)
- レストラン各種
  - テラス＆ダイニング ALL FLAGS (3F)
  - 中国料理 桃花春 (14F)
  - ステーキハウス オリエンタル (14F)
  - バー VIEW BAR (14F)
- チャペル
  - アクアホール（第19回 IALD国際照明デザイン賞 名誉賞受賞）
  - マリンホール
- バンケットルーム
- Family Mart(3F)

- スポーツクラブ Vivo(5F)
- リラク＆エステサロン Vivo テセラ(5F)
- 美容室 Sett-Sett(5F)
- 写真室 いぬづか写真室(5F)
- 兵庫エフエム放送（Kiss FM KOBE）本社

## 神戸メリケンパークオリエンタルホテル灯台
ホテルの屋上には、海上保安庁が許可した航路標識である神戸メリケンパークオリエンタルホテル灯台が所在しており、ホテル内に存在する灯台としては日本唯一である。もともとは京町にあったオリエンタルホテルの屋上へ1964年（昭和39年）に設置された神戸オリエンタルホテル屋上灯台であったが、建物の増加による見通しの低下や、阪神・淡路大震災によってホテル自体が閉鎖された結果、現在地へと再設置された。灯台の塔の形は、和田岬灯台を模したものとなっている。

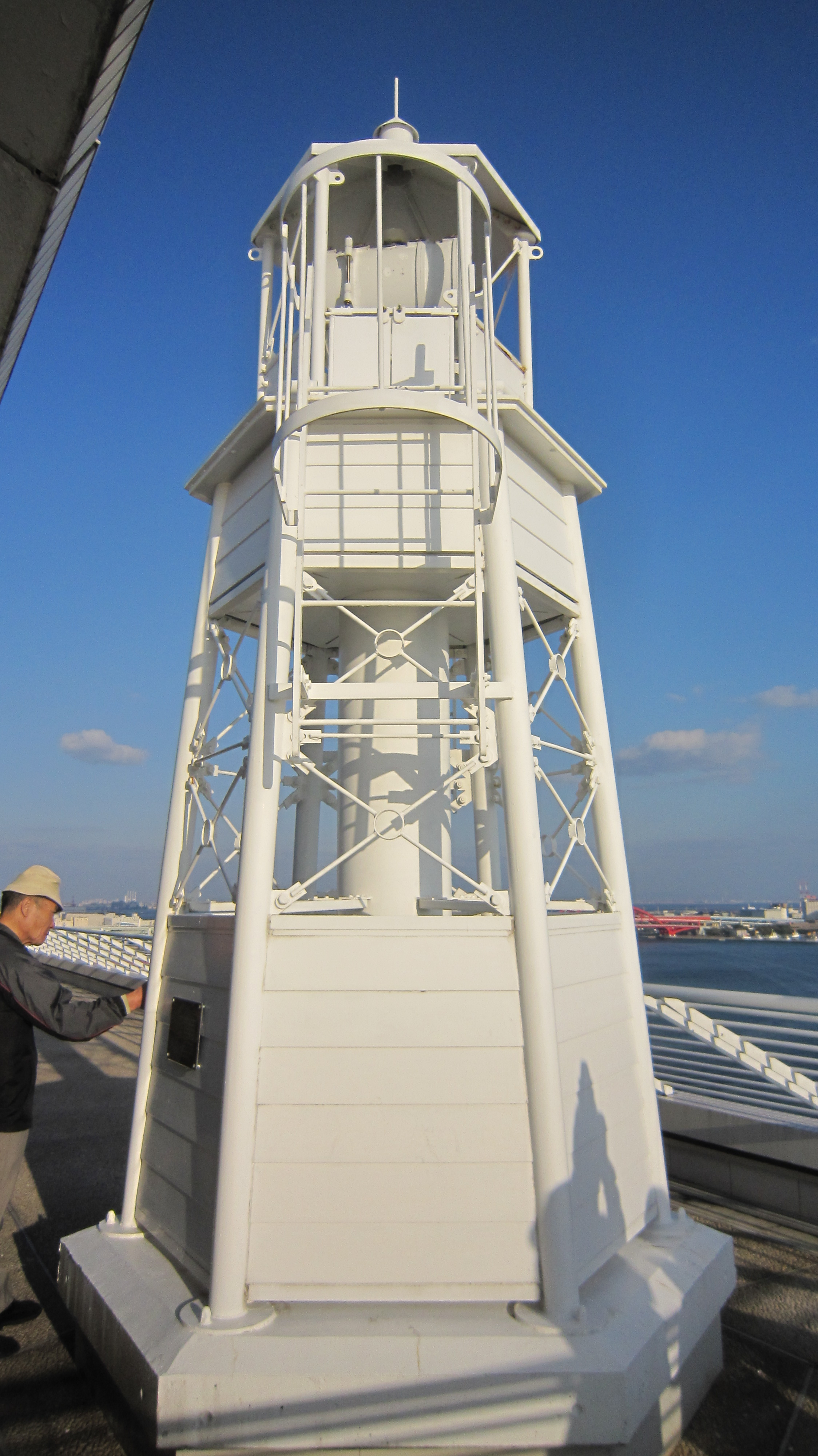
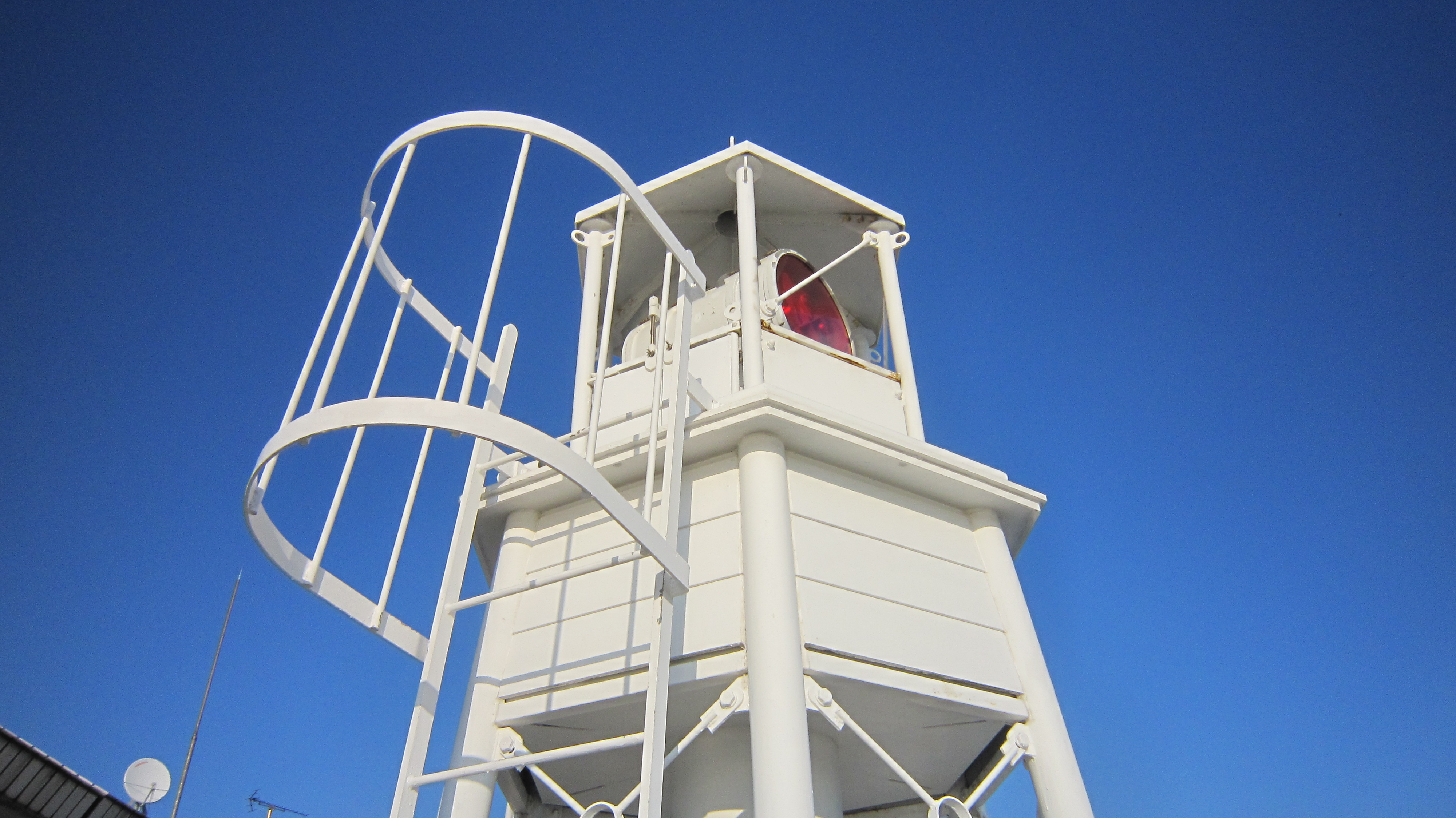
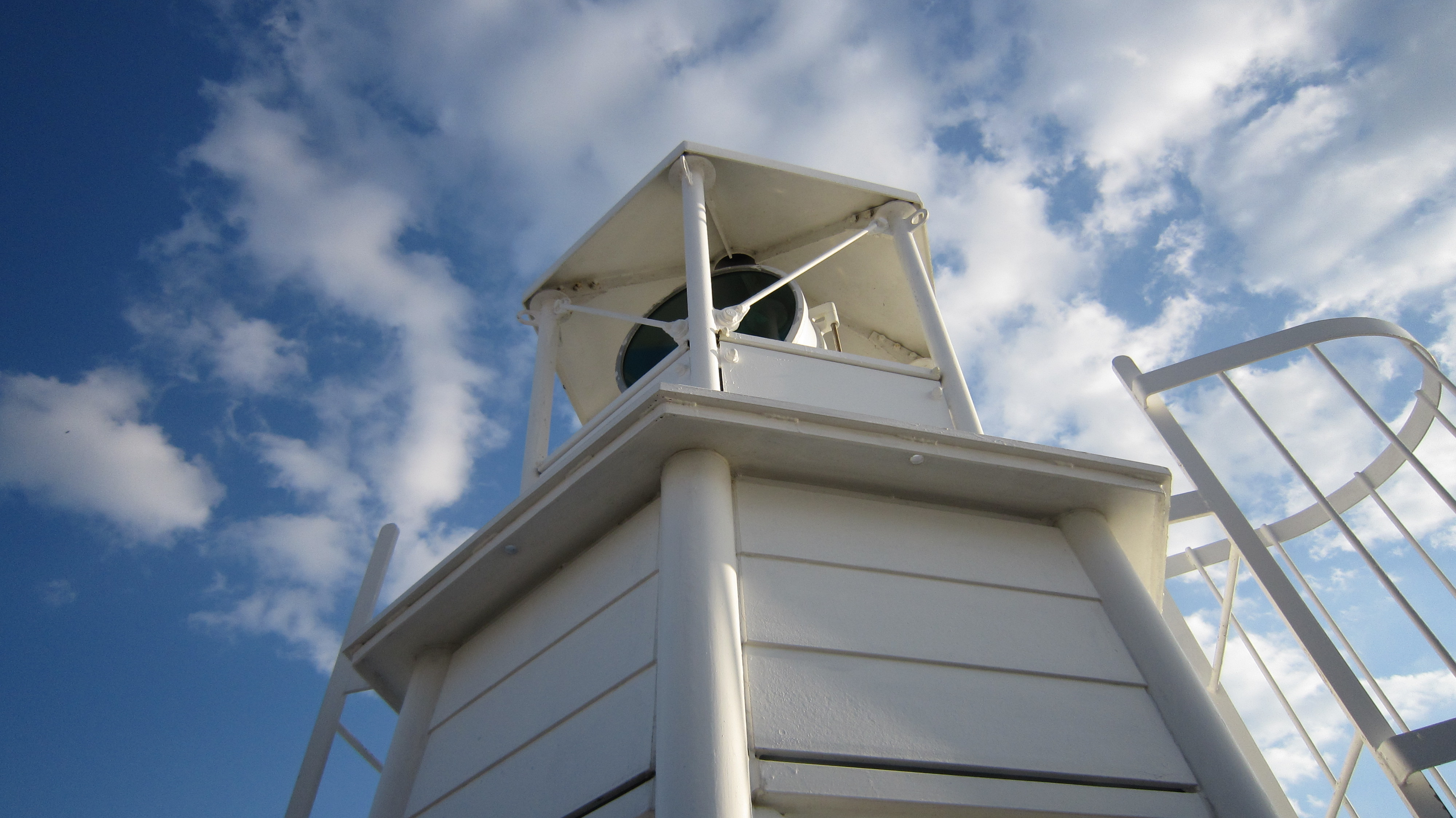
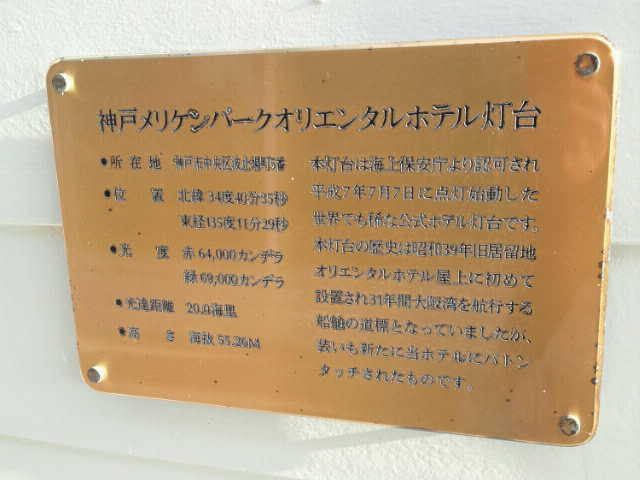

## アクセス
- JR神戸線（東海道本線）・阪神本線・神戸高速線「元町駅」徒歩15分
- 阪急神戸高速線「花隈駅」
- 神戸市営地下鉄山手線「県庁前駅 」
- 神戸市営地下鉄海岸線「みなと元町駅」徒歩8分
- ホテル専用シャトルバスが三宮駅と新神戸駅より出ている（ホテルオークラ神戸と共同運行）。

## 周辺情報
- メリケンパーク - 神戸海洋博物館
- 中突堤 - 神戸ポートタワー
- 中突堤中央ターミナル（かもめりあ）
- 神戸ハーバーランド

## エピソード
- 2007年5月30日、ザ・ワイド（日本テレビ系）が藤原紀香&陣内智則の結婚披露宴直前スペシャルとして､披露宴会場近くの神戸メリケンパークオリエンタルホテルに特設スタジオを設置して全編生中継した（草野もこの披露宴に出席した関係から）。技術は読売テレビの本社技術スタッフが担当。